# Confederació Europea de Patinatge
La Confederació Europea de Patinatge ((francès) Confédération Européenne de Roller Skating) (CERS) és l'organisme que governa a nivell europeu els esports del patinatge: hoquei sobre patins, patinatge artístic sobre rodes, patinatge de velocitat sobre patins en línia i hoquei línia.
És una de les confederacions continentals que forment part de la Federació Internacional de Patinatge (FIRS).
Les 4 disciplines esportives tenen el seu propi comitè que les gestiona a nivell europeu i que són els qui organitzen les diverses competicions:
- Hoquei sobre patins - Comitè Europeu d'Hoquei sobre patins (CERH)
- Patinatge artístic - Comitè Europeu de Patinage Artistique (CEPA)
- Patinatge de velocitat - Comitè Europeu de Patinatge de velocitat (CEC)
- Hoquei sobre patins en línia - Comitè Europeu d'Hoquei sobre patins en línia (CERILH)